# Якимов, Александр Авдеевич
Александр Авдеевич Якимов (1904—1971) — инженер-механик, кораблестроитель, участник Великой Отечественной войны, профессор, начальник научно-технического комитета ВМФ , инженер-контр-адмирал.

## Биография
Александр Авдеевич Якимов родился (3) 16 июня 1904 года в посёлке Раменское (ныне город) Московской области.
В октябре 1923 года поступил на механическое отделение Высшего военно-морского инженерного училища имени т. Дзержинского, которое окончил в 1928 году.
С декабря 1928 года по апрель 1929 года служил инженер-механиком отряда учебных кораблей ВВМУЗ Управления Морских Сил РККА.
В мае 1929 года был назначен старшим инженер-механиком эсминца «Рыков» (впоследствии переименован в «Валерьян Куйбышев»), а с июня 1930 года — на равнозначную должность нового сторожевого корабля «Циклон», на котором принимал участие в его достройке и испытаниях.
С 1931 по 1933 год учился на факультете военного кораблестроения Военно-морской академии имени К. Е. Ворошилова.
С января 1934 года был начальником курсов ускоренной подготовки инженеров-механиков Морских Сил Балтийского моря (МСБМ). В декабре 1935 года был старшим военпредом, в 1938 году уполномоченным контрольно-приёмного аппарата Управления кораблестроения ВМС в Харькове, а затем в Ленинграде.
Участник Великой Отечественной войны. Вступил в войну в прежней должности, одновременно, с октября 1941 по май 1942 года, исполнял обязанности начальника технического отдела Балтийского флота. В этот период организовал работу по ремонту и перевооружению кораблей; эвакуации недостроенных корпусов тральщиков, подводных лодок, крейсеров и эсминцев в безопасные зоны; изготовлению и постановке боновых заграждений на каналах и реке Неве; строительству перевозочных средств (более 100 тендеров) для Ладожской флотилии.
С января 1943 по июль 1944 года — начальник научно-технического комитета ВМФ.
18 апреля 1943 года присвоено звание инженер-контр-адмирал.
С июня 1944 — заместитель Председателя правительственной закупочной комиссии СССР по приёмке в США кораблей, боевой техники и оружия.
С 1947 по 1949 годы — начальник факультета военного кораблестроения, с 1949 по 1954 годы — начальник машиностроительного факультета Военно-морской академии имени А. Н. Крылова.
С 3 марта 1954 года находился в распоряжении Управления кадров, затем прикомандирован к 6 Управлению ВМС.
С августа 1954 по май 1957 года — старший научный сотрудник кафедры оперативного искусства ВМФ военно-морского факультета Военно-морской академии имени А. Н. Крылова.
С 1957 по 1960 годы состоял в распоряжении Главкома ВМФ для работы в научно-исследовательской группе.
С июня 1960 года в запасе.
Умер 19 мая 1971 года. Похоронен на Востряковском кладбище города Москвы.

Могила Якимова на Востряковском кладбище Москвы.

## Награды
- Орден Ленина (1949);
- Три ордена Красного Знамени (1942, 1944, 1954);
- Два ордена Отечественной войны 1 степени (1944, 1945);
- Медали.